# Manuel Barrios Gutiérrez

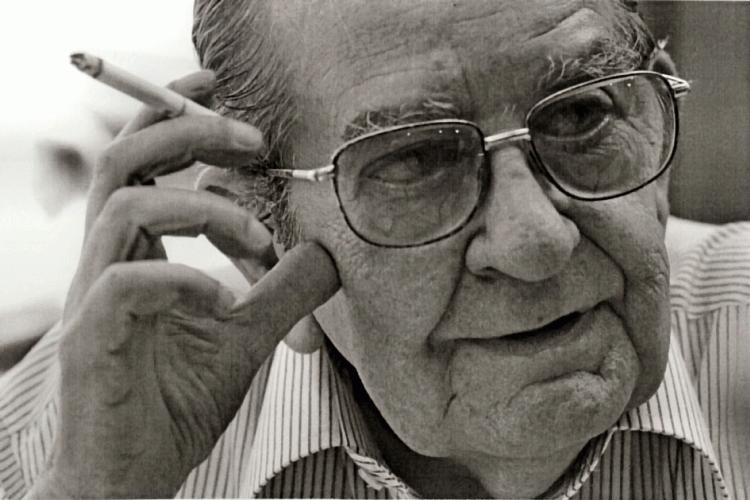
Manuel Barrios Gutiérrez en 2010.

Manuel Barrios Gutiérrez (San Fernando, Cádiz, 1924 - Sevilla, 24 de febrero de 2012) fue un novelista, ensayista, flamencólogo, autor teatral, hombre de radio y periodista español. Considerado un sólido valor de la llamada "Nueva narrativa andaluza", su trayectoria se concreta en más de setenta libros publicados y cuarenta y cuatro premios, miles de artículos en prensa y programas radiofónicos. Es padre del filósofo Manuel Barrios Casares.

## Biografía
Nacido en San Fernando, el traslado de su padre —militar de la Armada— al terminar la Guerra Civil lo lleva en 1939 del Instituto de Cádiz al San Isidoro de Sevilla. Allí entabla amistad con el pintor Baldomero Romero Ressendi y empieza a cultivar sus aficiones literarias. A principios de la década de los cuarenta inicia sus estudios de Derecho en la Hispalense: profesores como Ramón Carande, Francisco de Pelsmaeker o Manuel Giménez Fernández agudizan su conciencia política y social. Por esa misma época frecuenta la tertulia literaria del café Los Corales, fundada por el catedrático de Lengua y Literatura Francisco López Estrada, y se abre al mundillo cultural de la ciudad. Publica algunos textos en la prensa (desde 1948 en el diario "Sevilla", en 1949-50 como colaborador fijo del semanario "Trofeo", así como en la revista mensual "Estela", en la que es nombrado redactor-jefe), entrevista al novelista William Somerset Maughan a su paso por Sevilla y, cada vez más volcado a la escritura, en cuarto curso deja los estudios de Derecho para entrar a trabajar en 1950 como guionista, locutor y, más tarde, jefe de programación en Radio Nacional de España. A lo largo de los años cincuenta obtiene gran éxito con programas radiofónicos como “Piruetas”, en colaboración con Alfonso Contreras, y con parodias teatrales como la de Don Juan Tenorio, escrita junto a Agustín Embuena, que se representa numerosas ocasiones en el Teatro San Fernando de Sevilla.
En 1961 deja Radio Nacional de España, trabaja durante tres años en una agencia de publicidad (Cid) para pasar en 1963 a Radio Sevilla, intensificando su activismo cultural, de claro compromiso antifranquista, y creando programas de renombre como la Tertulia Flamenca (1967) o la Tertulia Literaria (1972). Durante su etapa como Redactor-Jefe de Radio Sevilla obtendrá la Antena de Oro y cuatro Premios Ondas: como autor en 1965, por la Misa Flamenca en 1971, por la Tertulia literaria en 1977. En los años setenta colaborará estrechamente con Iñaki Gabilondo, llegado a Radio Sevilla en el verano de 1972, dando un nuevo impulso a la actividad cultural de este medio y contribuyendo a la democratización de la vida cotidiana. 
Antes de eso, participa en numerosas iniciativas culturales que suponen también un compromiso con las libertades y el andalucismo, como por ejemplo la fundación del Club Tartessos en 1967; y desde 1962 forma parte del grupo sevillano de “Estampa Popular”, donde también militan los pintores Cristóbal Aguilar, Francisco Cortijo, Francisco Cuadrado, Manuel Baraldés y el novelista Alfonso Grosso. La denuncia de la marginación social del campesinado andaluz o la crítica al señoritismo son motivos frecuentes en la obra de estos artistas, vinculados a Comisiones Obreras y al Partido Comunista Español. Con su amigo Grosso escribe A poniente desde el Estrecho y Circo, protagonizando la famosa anécdota de la entrada en la jaula de los leones del Berlin Zirkus durante la Feria de Sevilla de 1963, evento que la prensa local comenta divertida como estrategia publicitaria de los escritores, mientras ellos, en privado, lo interpretan como metáfora de la condición del intelectual enjaulado en la España del momento. De hecho, debido a su oposición al régimen, Barrios pasa por el Tribunal de Orden Público y sufre destierro en pleno franquismo, mientras algunos de sus libros resultan censurados (Retablo de picardías) o secuestrados (Carta abierta a un ex-ministro). No por eso renuncia a su apasionada defensa de las libertades, ni a la reivindicación de una Andalucía capaz de superar su endémica situación de marginación para afrontar un esperanzador futuro de progreso. En esa línea recuperará parte de la obra de Blas Infante, publicará obras como Cartas del pueblo andaluz, promocionará los valores estéticos del arte andaluz, en particular, del flamenco, o luchará por el desarrollo de los principios del Estatuto de Autonomía, además de seguir participando en numerosas iniciativas culturales durante la época de la transición democrática. 
Finalista del Premio Nadal en 1962 con su primera novela, El crimen, repite en 1964 con La espuela . Obtiene el Premio Ateneo de Sevilla en 1972 con Epitafio para un señorito, el Premio Ciudad de Barcelona con Al paso alegre de la paz en 1975, varios Premios Platero de la Feria del Libro de Sevilla –El miedo (1969), Cartas del pueblo andaluz (1972)– y así hasta un total de cuarenta y cuatro galardones. 
Periodista de referencia y novelista de pura cepa, la crítica literaria lo alaba por su cuidado del idioma, su técnica narrativa y su fino barroquismo. Con más de setenta libros y cincuenta mil artículos publicados, Manolo Barrios ve, sin embargo, truncada su carrera literaria por oponerse a los diversos stablishments del posfranquismo. Sus desavenencias con el editor José Manuel Lara lo privan en 1977 del Premio Planeta, quedando finalista con su novela Vida, pasión y muerte en Río Quemado (reeditada en 1992 por la Universidad de Sevilla); y, en 1999, una sentencia sin precedentes en la España democrática lo inhabilita profesionalmente durante años por un artículo de su sección de comentario político “El baratillo”, del diario ABC, donde venía denunciando los numerosos casos de corrupción del gobierno socialista. 
Los golpes lo desaniman y lo retraen de la vida social. Pese a ello, atrincherado en el cuarto de escribir de su modesto piso del Polígono de San Pablo, Barrios vuelve a sus esencias –Ducados, Olivetti y trasnochar– y se reinventa a sí mismo como excelente cronista de la historia no oficial: sus semblanzas biográficas de Queipo de Llano (El último Virrey), el Cardenal Segura, Primo de Rivera (Consigna: matar a José Antonio), Fernando Villalón, Pedro I el Cruel, Isabel II, Torquemada o los Borbones cosechan el favor del público.
Gran experto del mundo del flamenco, recibió el Premio Nacional de Prensa Flamenca de la Cátedra de Flamencología y Estudios folclóricos andaluces de Jerez de la Frontera, así como otras numerosas distinciones por sus trabajos en este campo (como el Premio Nacional de Radio-TV, por su programa "Tertulia Flamenca" de Radio Sevilla, de gran audiencia y de suma importancia en la etapa de revalorización del género), donde destacan Ese difícil mundo del flamenco, publicado por la Universidad de Sevilla en 1972, y Gitanos, moriscos y cante flamenco (1989), libro que la crítica especializada considera uno de los  ensayos más documentados sobre el arte popular andaluz  y que fue incorporado al primero en una nueva edición del Secretariado de Publicaciones de la Hispalense en el año 2000. 
En teatro cultivó el género de humor, con títulos como El encierro de San Serapio, El día en que Gilda se quitó el guante, El recurso de Amparo o El otro nombre de la rosa. Como destacó la crítica, “autores teatrales como Manuel Barrios Gutiérrez, han vuelto a poner en el escenario personajes que hablan en andaluz, sin avergonzarse por ello”.
En 2005, cumplidos los ochenta años, inició su última etapa como articulista de prensa, colaborando asiduamente en la edición local del diario La Razón, dirigida por Paco Reyero. En diciembre de 2011, muy debilitado ya por una insuficiencia respiratoria crónica, publicó su último artículo. Tras una vida de trabajo jalonada por su prosa clara, su integridad, su sentido del humor, su brillante obra literaria y su intensa contribución al mundo del flamenco y la radio, falleció a los 87 años en Sevilla, el 24 de febrero de 2012.

## Obras
- El crimen (Barcelona, Ediciones Destino, 1963). Finalista del Premio Nadal 1962.
- La espuela (Barcelona, Destino, 1965). Finalista del Premio Nadal 1964.
- El miedo (1969). Premio Platero de la Feria del Libro de Sevilla 1970.
- Epitafio para un señorito (1972). Premio Ateneo de Sevilla.
- Ese difícil mundo del flamenco. Secretariado de Publicaciones de la Universidad de Sevilla, 1972.[1]
- Retablo de picardías. Ediciones 29. 1972.
- Circo (en coautoría con Alfonso Grosso). Barcelona, Ediciones 29, 1972.
- Cartas del pueblo andaluz (Barcelona, Ediciones 29, 1973; reed., en Plaza y Janés, 1980). Premio Platero.
- Carta abierta a un ex-ministro. Madrid, Ediciones 99, 1974.
- La guerra ha terminado. Servicio de Publicaciones de la Universidad de Sevilla, 1974)
- Rimas de la oposición popular. Madrid, Ediciones 99, 1975; reed.: Plaza y Janés, 1979.
- Al paso alegre de la paz: crónica de una nostalgia (Barcelona, Planeta, 1975). Premio Ciudad de Barcelona.
- El apasionante misterio de El Palmar de Troya. Barcelona, Editorial Planeta, 1976.
- El último virrey. Queipo de Llano. Barcelona, Argos/Vergara,1978; 3º edición, Rodríguez Castillejo, 2000. Nueva edición revisada y actualizada, con prólogo de Francisco Espinosa Maestre y epílogo de Manuel Barrios Casares, Sevilla, El Paseo Editorial, 2023.
- Vida, pasión y muerte en Río Quemado. Finalista del Premio Planeta. Editorial Argos Vergara, 1978; reed. Universidad de Sevilla.
- Crónicas del destape. Barcelona, Planeta, 1979.
- Proceso al gitanismo. Sevilla, Edisur, 1980.
- El cante (fascículo). Madrid, Orbis, 1980.
- El baile y la guitarra (fascículo). Madrid, Orbis, 1980.
- La Picaresca. Grupo Andaluz de Ediciones, 1981.
- Modismos y coplas de ida y vuelta. Madrid, Ediciones Cultura Hispánica, 1982.
- El falso nuncio. Sevilla, Caja Rural, 1983.
- Proceso a la historia. Barcelona, Plaza & Janés, 1983.
- Perfil, magia y versos de Fernando Villalón. Sevilla, Biblioteca de Cultura Andaluz, 1985.
- Memorial del diablo en el convento (Mundo, demonio y frailes). Barcelona, Plaza & Janés, 1985.
- Las Oscuras Raíces del Flamenco. Sevilla, Monte de Piedad y Caja de Ahorros de Sevilla, 1986.
- Sociedades secretas del crimen en Andalucía. Madrid, Tecnos, 1987.
- Gitanos, moriscos y cante flamenco. Sevilla, Ed. Rodríguez Castillejo, 1989.
- Tusonas, hetairas y pelanduscas. Sevilla y el oficio más antiguo del mundo. Sevilla, Rodríguez Castillejo, 1988
- Querella del apóstol Santiago y suma de papeles liberales. Selección de textos y notas de M. Barrios. Madrid, Tecnos, 1989.
- Escritoras andaluzas.1990.
- Clérigos galantes en Andalucía. Sevilla, Algaida, 1990.
- Enciclopedia básica del felipismo. Barcelona, M.R. Domínguez, 1990.
- Cronicón de aflicciones y contentos. (Sevilla 1900-1927). Sevilla, RC, 1990.
- Crónica del humor andaluz (Sevilla en el siglo de Oro). Sevilla, Algaida, 1990
- Andalucía, genio y donaire. Sevilla, Algaida, 1990.
- El Tribunal de la Inquisición en Andalucía. Selección de textos y documentos por Manuel Barrios; Sevilla, RC, 1991.
- Repertorio de modismos andaluces. Cádiz, Universidad de Cádiz, 1991.
- Los amantes de Isabel II. Una apasionante vida amorosa. Madrid, temas de Hoy, 1996.
- Matrimonios desafortunados de la realeza española. Madrid, Temas de Hoy, 1996.
- El gran amor prohibido de Alfonso XI. Madrid, Temas de Hoy, 1998.
- Galería de pícaros, embaucadores y rufianes. Sevilla, Guadalquivir Ediciones, 2000.
- Pedro I el Cruel. La nobleza contra su rey.. Madrid, Temas de Hoy, 2001.
- Majas y duquesas: Las mujeres en la vida de Goya. Madrid, Temas de Hoy, 2002.
- Ronda de los bandoleros. Fundación José Manuel Lara, 2004.
- Los amantes de Isabel II. Madrid, Temas de Hoy, 2004.
- La Sevilla del cardenal Segura. Renacimiento/Espuela de Plata, 2004.
- Consigna: Matar a José Antonio, crónica de una traición. Madrid, Nowtilus, 2005.
- La ruta del bajo Guadalquivir. Edición de Pedro Tabernero. Ilustraciones de Roberto Sánchez Terreros. Turismo de la provincia de Sevilla, 2005.
- El secreto de los jesuitas. Córdoba, Almuzara, 2006.
- Torquemada. Inquisidor y hereje. Almuzara, 2006.
- El sacristán del diablo. Vida mágica de Fernando Villalón. Sevilla, Espuela de Plata, 2006.
- La verdad sobre Miguel Mañara. Almuzara, 2007.
- La voz popular de Osuna y su aceite. Edición de Pedro Tabernero, con dibujos de Daniel Rosell. Pandora, 2007.
- Los secretos de alcoba de los borbones (para mayores de 50 años). Sevilla, Renacimiento/Espuela de Plata, 2010.
- Una vírgen negra de cara blanca y otros ensayos esotéricos. Sevilla, Espuela de Plata, 2011.

Otras publicaciones
- Cien piruetas en el aire. En colaboración con Alfonso Contreras. Sevilla, ed. Católica Española, 1955.
- Don Juan Tenorio. Parodia de Manuel Barrios y Agustín Embuena. Sevilla, Gráficas Sevillanas, 1960.
- Cantares del 900: antología homenaje a Fernando Villalón. Servicios de publicaciones de la Obra Social de la Caja Rural provincial, 1981.
- Prudentes sin debilidad. Antología. Sevilla, Caja rural, 1981.
- La Sevilla de... Romero Murube. Selección y comentarios de Concha Cobreros; prólogo de Manuel Barrios; 1981.
- La Sevilla de Machado y Alvarez ("Demófilo"). Prólogo Concha Cobreros; selección y comentarios de Manuel Barrios. Sevilla, Servicio de Publicaciones de la Obra Social de la Caja Rural Provincial, 1981.
- La Sevilla de Palacio Valdés, Pérez Lugín. Selección y notas de Manuel Barrios; 1982.
- La Sevilla de Muñoz y Pabón. Selección de textos y comentarios Manuel Barrios y Concha Cobreros. Sevilla, Servicio de Publicaciones de la Obra Social de la Caja Rural Provincial, 1982.
- La Sevilla de... Alejandro Guichot. Selección y comentarios, Manuel Barrios y Concha Cobreros.
- La Sevilla de... Cervantes. Selección y notas de Manuel Barrios: textos de José María Asensio et al. ; ilustraciones de Gustavo Doré;
- La Sevilla de... Rafael el Gallo. Celestino Fernández Ortiz ; edición a cargo de Manuel Barrios.
- La Sevilla de... Fernán Caballero y de "Parmeno". Selección de Manuel Barrios. 1983.
- La Sevilla de...Manuel Torre". Biografía. Sevilla, Caja Rural, 1982.
- La Sevilla de... Todos". Sevilla, Caja Rural, 1982.
- Homenaje a Fernando Villalón. M. Barrios et al. Monte de Piedad y Caja de Ahorros, 1982.
- Perfil, magia y versos: Fernando Villalón. 1985.
- El hombre que descubrió un tesoro. (Con dibujos de Carlos Prunés). Sevilla, Caja de Ahorros de Huelva y Sevilla, 1991.

- Orígenes de lo flamenco y secreto del cante jondo". Texto inédito de Blas Infante, recopilado y reconstruido por Manuel Barrios. Sevilla, Consejería de Cultura de la Junta de Andalucía, 1980.

Cine
- La rosa roja. Director: Carlos Serrano de Osma. Guion: Manuel Barrios. Visor Films, Espejo Films (Producción). Fecha de estreno: 24 de noviembre de 1960.[2]
- La espuela. Director: Roberto Fandiño: Guión: Pancho Bautista, basado en la novela de Manuel Barrios (Sevilla, Gago Films, 1975). Estreno: 1 de abril de 1977, en el Real Cinema de Madrid.

Grabación sonora
- Jesús Heredia, Memoria flamenca a Blas Infante. Sevilla, Pasarela / Ayuntamiento de Écija, 2002.